# Телетайп

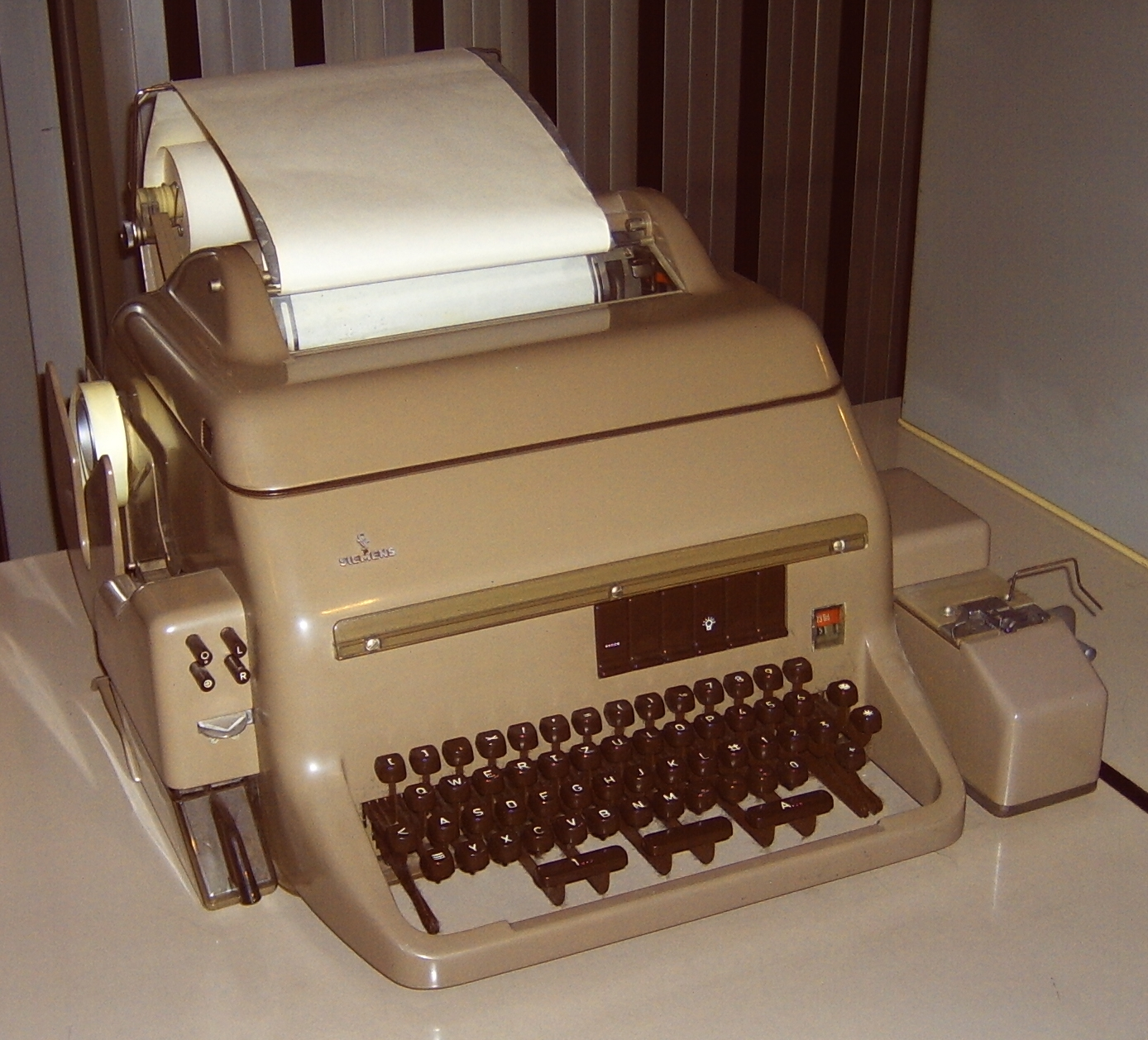
Немецкий телетайп Siemens T100

Телета́йп (англ. teletype, сокр. TTY)) — стартстопный приемно-передающий телеграфный аппарат с клавиатурой, аналогичной пищущей машинке. Применялся также в качестве терминалов устройств вычислительной техники. В СССР термин телетайп закрепился как наименование оборудования для сетей связи, производимого фирмой Teletype. Также использовался термин телепечать. В английском языке использовались наименования teleprinter, teletypewriter.
Большинство телетайпов, выпущенных до появления семибитного кода ASCII в 1963 году, использовало пятибитный код ITA2 или его модификации (например, US-TTY в США, МТК-2 в СССР).
Наиболее совершенные телетайпы являются полностью электронными устройствами и используют дисплей вместо принтера.

## История

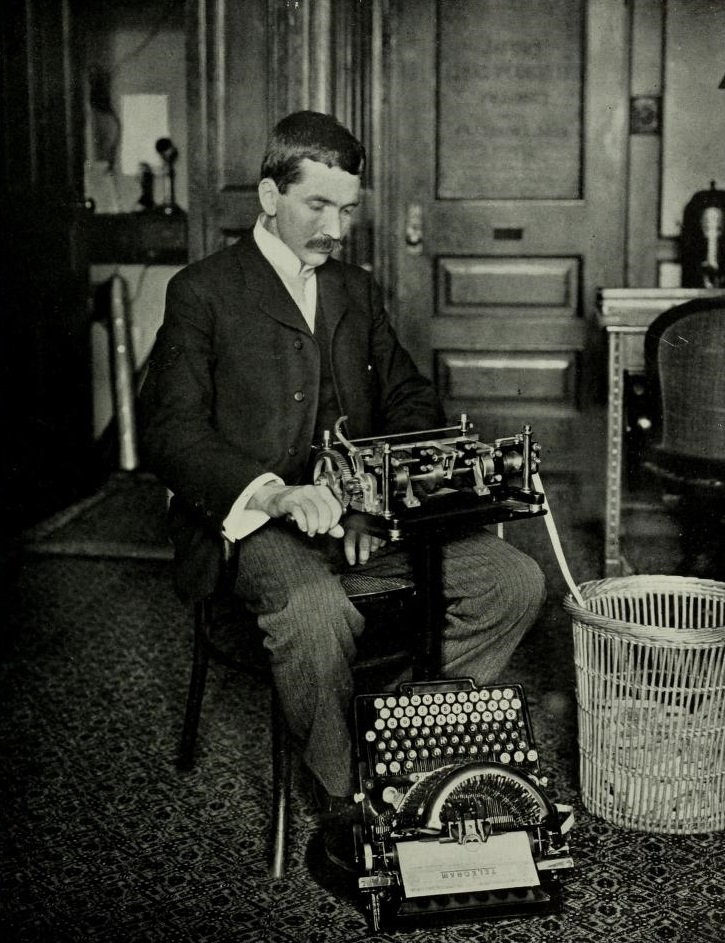
Дональд Мюррей со своим изобретением, ок. 1900 года

Развитие телетайпов происходило благодаря череде изобретений таких инженеров, как Сэмюэл Морзе, Павел Шиллинг, Александр Бейн, Борис Якоби, Роял Хаус, Дональд Мюррей, Дэвид Хьюз, Эдвард Кляйншмидт, Чарльз Крам, Эмиль Бодо и Фредерик Крид.
Непосредственными предшественниками телетайпа являются тикерные аппараты, которые начали использоваться в 1870-х годах для отображения текста, переданного по проводам. Специально разработанный телеграфный аппарат использовался для отправки биржевой информации по телеграфным проводам к тикерному аппарату.
«Буквопечатающий телеграф», передающий текст между двумя абонентами, был изобретён в 1930-х годах и выпущен в продажу созданной для этого компанией Teletype Corporation.

## Применение

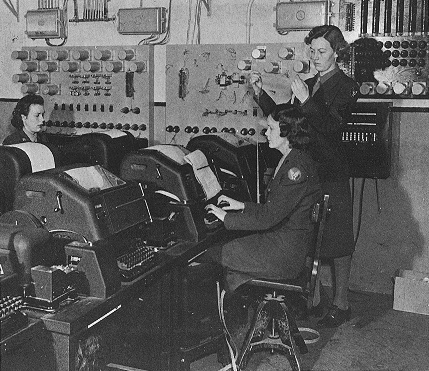
Военнослужащие Женский корпус армии США за работой на телетайпах, Англия времён Второй мировой войны

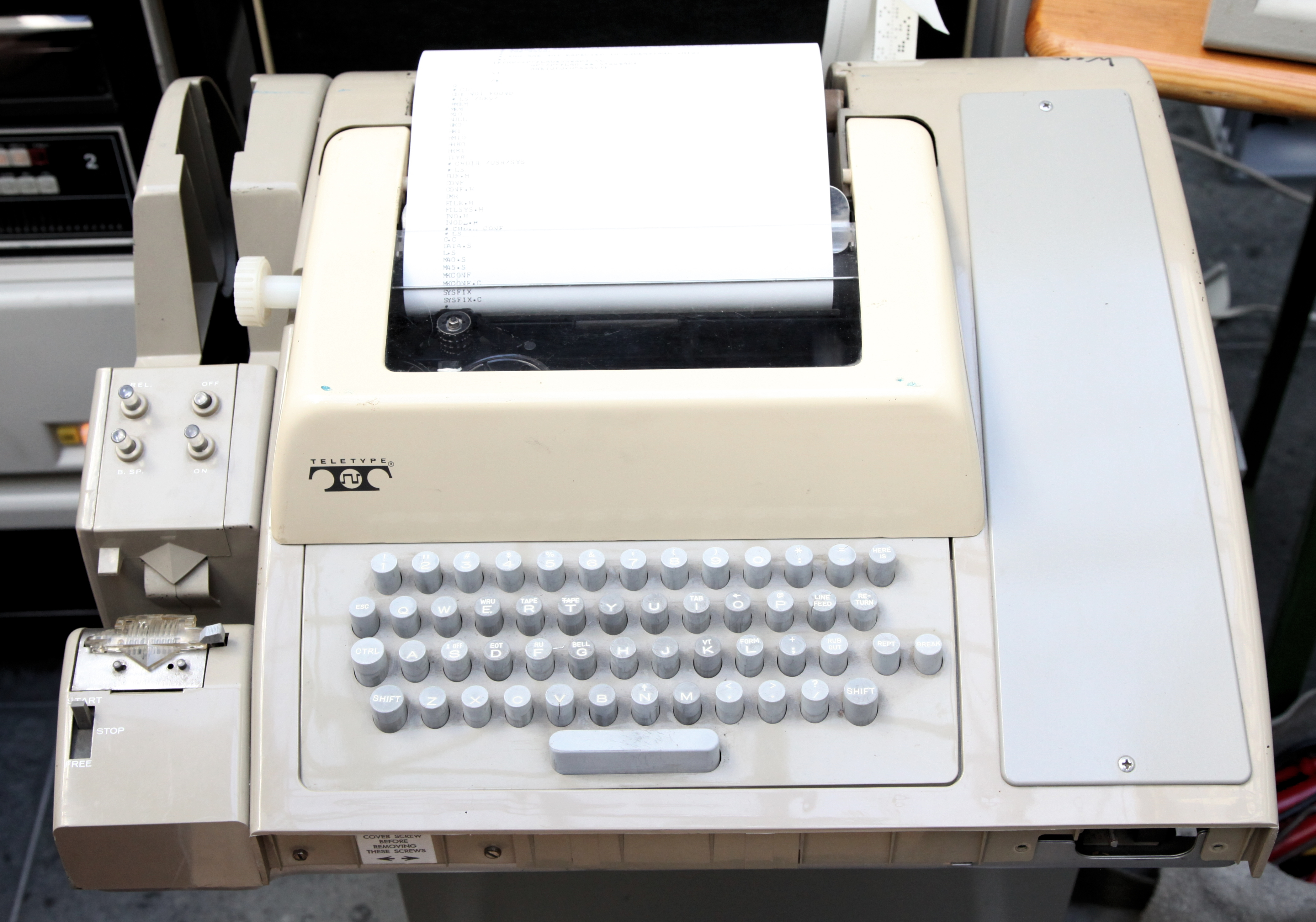
Телетайп ASR 33, использовавшийся как компьютерный терминал

Глобальная сеть телетайпов под названием «Телекс» («Сеть Телекс», англ. Telex network) была создана в начале 1930-х годов и использовалась на протяжении большей части XX века для бизнес-коммуникаций. В этой сети каждый абонент имеет уникальный номер (подобно телефонному номеру), включающий код страны и шестизначный номер абонента. Ещё в начале 2000-х годов услуги телекса были достаточно востребованными, ими пользовались прежде всего банки. В 2014 году сообщалось, что ЦБ РФ приказал российским банкам начать тесты старых телексных каналов связи на случай отключения их от системы SWIFT.
До начала 1970-х годов с помощью телетайпа вёлся обмен сообщениями по так называемой «горячей линии», связывающей президента США и руководство СССР.
На заре развития вычислительной техники некоторые ЭВМ (например, LGP-30) использовали телетайпы для ввода и вывода информации. Телетайпы также использовались в качестве первых интерактивных компьютерных терминалов. У них не было видеодисплеев; пользователи должны были набирать команды после получения специального символа — приглашения для ввода информации. Так появились текстовые терминалы, интерфейс командной строки и даже строковый тип данных, текстовые данные вообще и текстовые файлы в частности.
В середине 1990-х годов популярность телетайпа резко упала, хотя радиолюбители и сейчас работают как на оборудовании, изготовленном в 1940—1950-е годы, так и на современных компьютерах, планшетах и смартфонах, установив необходимое программное обеспечение.
Хотя возможность передавать на расстояние тексты, содержащие новости и сообщения, находит применение в современном мире, телетайпы, для работы которых необходимы отдельные выделенные пары проводов, вытеснены факсами, персональными компьютерами, высокоскоростными сетями и Интернетом.
| Позывной | Частота, кГц | Скорость, бод | Сдвиг, Гц |
| -------- | ------------ | ------------- | --------- |
| DDH47    | 147,3        | 50            | 85        |
| DDK2     | 4583         | 50            | 450       |
| DDH7     | 7646         | 50            | 450       |
| DDK9     | 10100,8      | 50            | 450       |
| DDH9     | 11039        | 50            | 450       |
| DDH8     | 14467,3      | 50            | 450       |

- Элемент языка HTML <tt> получил своё название от слова teletype; текст внутри этого элемента отображается моноширинным шрифтом.[источник не указан 160 дней]
- В Unix-подобных ОС устройства ввода-вывода текста на консоли называются TTY — сокр. от teletype (системные устройства /dev/ttyXX)[6][неавторитетный источник].

## Телетайпы в массовой культуре
- В последних кадрах фильма «Вся президентская рать» (1976) показан телетайп, распечатывающий сводки о развитии событий Уотергейтского скандала.
- В фильме «Шпион, который меня любил» (1977) телетайпы используются для связи между подводной лодкой и надводным судном.
- В фильме «Красная жара» (1988) представлен телетайп, который распечатывает ориентировки на преступников.
- В фильме «Он умер с фалафелем в руке» (2001) главный герой ищет бумагу для телетайпа.